# Exorista doddi
Exorista doddi är en tvåvingeart som först beskrevs av Charles Howard Curran 1938.  Exorista doddi ingår i släktet Exorista och familjen parasitflugor. Inga underarter finns listade i Catalogue of Life.